# Licuala mustapana
Licuala mustapana är en enhjärtbladig växtart som beskrevs av Saw. Licuala mustapana ingår i släktet Licuala och familjen Arecaceae. Inga underarter finns listade i Catalogue of Life.